# Hostile (Film)
Hostile ist ein französischer Endzeit-Horrorfilm von Mathieu Turi aus dem Jahre 2017. Der Film feierte seine Deutschland-Premiere bei den Fantasy Filmfest White Nights Ende Januar 2018 und wurde am 27. April 2018 von splendid film auf DVD, Blu-ray sowie als Stream veröffentlicht.

## Handlung
Hostile spielt in einer postapokalyptischen Welt, in der die Erde von einer vernichtenden Epidemie heimgesucht wurde und nur wenige Menschen diese verheerende Apokalypse überlebt haben.
Die junge Protagonistin Juliette ist eine davon. Sie kämpft täglich auf der Suche nach Nahrung und Unterschlupf ums nackte Überleben. Zudem tauchen nachts unheimliche, bedrohliche Kreaturen auf, vor denen sie sich schützen muss.
Nach einem Autounfall in der Wüste, bei dem sich Juliette das Bein gebrochen hat, muss sie sich eine Nacht gegen Hunger, Durst, Schmerzen und einen weiteren Schrecken der Nacht behaupten. Sie wird von einer Kreatur drangsaliert, der sie sich einfach nicht behaupten kann. Ständig gibt es Attacken gegen sie, auch ein Versuch, das lichtscheue Wesen in Brand zu setzen, schlägt fehl.
Immer wieder denkt sie an ihre alte Zeit in New York City zurück. Sie kommt aus armen Verhältnissen und ist drogenabhängig. Sie lernt den Galeristen Jack kennen und sie verlieben sich ineinander und beginnen ein neues Leben. Nach ihrer Schwangerschaft kommt es jedoch zu einer Totgeburt. Verzweifelt trennen sich die Liebenden. Nach einem vermuteten Terrorangriff mit Gas sehen sich beide im Krankenhaus wieder. Er kann nicht mehr sprechen und teilt ihr seine Liebe mit einer Schreibtafel mit. Später wird er aus dem Zimmer entfernt, was Juliet verzweifeln lässt.
In der postapokalyptischen Welt hat Juliet nun keine Kugeln mehr. Als die Kreatur immer näher kommt, erkennt sie Jack darin. Sie umarmt ihn und sagt „Ich liebe dich“, nimmt die Pistole und zielt auf seinen Kopf.

## Rezeption
„Die kurzen Unterbrechungen [...] beweisen, dass der noch junge Regisseur sein Handwerk beherrscht. Wie er mit dem Rot und Weiß der Heck- und Frontscheinwerfer des Unfallwagens Lichtstimmungen setzt, die Kamera bewegt, in den richtigen Momenten schneidet und Einstellungen wählt, die sein Monster lange nicht vollkommen enthüllen, ist bemerkenswert. [...] Letztlich liegt auch bei Turis Debüt die Schönheit dazwischen.“